# Cao (football)
Pour les articles homonymes, voir Cao.
Carlos Alberto Correia Fortes, plus communément appelé Cao ou Cau, est un footballeur portugais né le 20 octobre 1968 à Praia. Il évoluait au poste de milieu.

## Biographie
Il fait partie des champions du monde des moins de 20 ans en 1991.

## Carrière
- 1990-1991 :  FC Porto
- 1991-1992 :  Rio Ave FC
- 1992-1993 :  FC Tirsense
- 1993-1997 :  Leça FC
- 1997-1999 :  SC Salgueiros
- 1999-2002 :  SC Campomaiorense
- 2002-2004 :  FC Felgueiras
- 2004-2005 :  Leça FC
- 2005-2007 :  SC Rio Tinto
- 2008-2009 :  SC Salgueiros[1]

## Palmarès

### En sélection
- Vainqueur de la Coupe du monde des moins de 20 ans en 1991